# Gilson Marques
Gilson Marques Vieira (Rio do Sul, 12 de abril de 1981) é um advogado e político brasileiro, autodeclarado libertário.
Nas eleições de 7 de outubro de 2018 foi eleito deputado federal de Santa Catarina na 56ª legislatura, pelo Partido Novo (NOVO).
Gilson Marques alega ser autor da emenda, sancionada com restrições, que proíbe a compra de itens de luxo em licitações. Também alega ser autor da emenda que limita os honorários de sucumbência ao teto constitucional.